# Psalm och Sång
Psalm och Sång var en 1966 utgiven sångbok (Libris 1926824), gemensam för Svenska baptistsamfundet och Örebromissionen, som ersatte Baptistsamfundets Psalmisten och Örebromissionens Andliga sånger.
Sångboken innehåller 688 sånger. Kommittén som tog fram sångboken tillsattes hösten 1956 och bestod av 19 personer. 1964 skrev Oscar Lövgren att man beräknade att utgivningen skulle ske 1965. Första upplagan utgavs 1966 med Ragnar Ragné som medarbetare och med Märta Westerdahl som ansvarig för notskrift och illustrationer. 
Denna sångboks titel skall inte förväxlas med den ekumeniska sångboken Psalmer och sånger (som utgavs 1987).
Inte heller ska denna Psalm och Sång förväxlas med den tidigare utgivningen från Fria Kristliga Studentföreningen (FKS) och Fria Kristliga Seminarist- och Lärarförbundet (FKSL) med samma namn (vilken gavs ut 1929 och reviderades 1935 och där en musikupplaga gavs ut 1931).

### Fotnoter
1. ↑  ”Psalm och sång”. Worldcat. 26 februari 1966. https://www.worldcat.org/title/psalm-och-sang-for-enskild-andakt-och-offentlig-gudstjanst/oclc/759723973&referer=brief_results. Läst 16 oktober 2017.